# Serra di Burano
La serra di Burano est un massif de montagnes des Apennins culminant au Pian della Serra à 1 020 m d'altitude qui se situe à la limite de l'Ombrie et des Marches.
La zone possède un relief collinaire, couvert entièrement de forêts. Elle descend en partie vers les communes de Gubbio et Pietralunga en Ombrie et dans celles d'Apecchio, Cantiano et Cagli dans les Marches.